# Fieseler F 6
Die Fieseler F 6 war ein zweisitziges Schul- und Sportflugzeug, das bei dem Fieseler Flugzeugbau Kassel entwickelt, gebaut und eingeflogen wurde.

## Geschichte
Die Fieseler F 6 war eine geänderte Fieseler F 5. Es wurde die Tragflügelform im Bereich des Rumpfanschlusses geändert und das Höhenleitwerk vergrößert.
In einem internen Entwicklungsbericht des Unternehmens und in der Fieseler Zeitung wurde die Maschine zwar erwähnt, aber ohne Details und technische Daten.
Es ist über ein Foto belegbar, dass zumindest eine Fieseler F 6 zugelassen wurde und das Kennzeichen D-EBIX erhielt.